# Giuseppe Marchi
Giuseppe Marchi (nacido en Tolmezzo, Udine en 1795 y fallecido en Roma en 1860) fue un arqueólogo jesuita.
Comenzó el noviciado en la Compañía de Jesús en 1815. Allí aprendió humanidades que luego enseñó en los colegios de Terni, Reggio Emilia, Módena y finalmente en el Colegio Romano. Desde 1839 hasta su muerte fue director del museo Kircheriano. En 1842, el Papa le encomendó la custodia de los cementerios cristianos antiguos. 
Se especializó en numismática y desde 1849 comenzó estudios sistemáticos de la arqueología de Roma antigua. Empleó su método para el estudio de las catacumbas romanas dándolas a conocer en el ámbito científico.
Se embarcó en un proyecto de publicación sobre arqueología romana: Monumenti delle primitive arti cristiane nella metropoli del cristianesimo de la que solo publicó la primera parte Architettura cimiteriale de 270 páginas. Fue maestro de Giovanni Battista de Rossi.

## Obras
- Musei Kircherniani Inscriptiones ethnicæ et christianæ (Milán, 1837)
- L'aes grave del Museo Kircheriano, ovvero le monete primitive dei popoli dell' Italia media en colaboración con P. Tessieni (Roma, 1839)
- Monumenti delle arti cristane primitive nella metropoli del cristianesimo: I. Archittetura della Roma sotteranea cristiana (Roma, 1844)